# Triade nucleare
La definizione triade nucleare si riferisce alle componenti che costituiscono (o possono costituire) l'arsenale nucleare di un certo Paese. Tradizionalmente, la triade nucleare propriamente detta risulta costituita da tre componenti: terrestre, navale e aerea.
Non tutti i Paesi in possesso di armi atomiche hanno una triade completa, e sono organizzati in modo diverso.

## Scopo e composizione
Il possesso di una triade nucleare, completa e ben strutturata, riduce significativamente le possibilità che un attacco atomico a sorpresa, o comunque preventivo (cosiddetto "first strike"), sia in grado di distruggere completamente l'arsenale nucleare di un Paese. In pratica, assicura all'attaccato una credibile "capacità di rappresaglia" ("second strike"), con un maggiore effetto di deterrenza.
Per quanto riguarda la composizione, una triade nucleare tradizionale risulta costituita da tre componenti:
- Missili con base a terra (IRBM e ICBM): caratterizzati dalla capacità di colpire obiettivi a grande distanza, sono vulnerabili al "first strike" se sistemati in postazioni fisse (silo)[1]. Tuttavia, una volta lanciati sono difficili da intercettare. I missili balistici possono essere di tipo tattico/di teatro (SRBM e MRBM) e di tipo strategico (IRBM e ICBM).
- Missili lanciati da sottomarini (SLBM): si tratta di tutti quei missili progettati per poter essere lanciati da sottomarini lanciamissili balistici (SSBN). Tali sistemi, essendo imbarcati, sono in grado di sopravvivere al "first strike", e sono quindi fondamentali per un'eventuale rappresaglia ("second strike"). Tuttavia, sono caratterizzati da una gittata minore rispetto a quelli con base a terra, anche se occorre considerare che il sottomarino può muoversi per avvicinarsi ai suoi obiettivi. Le capacità di lancio del missile sono indissolubilmente legate alle capacità di sopravvivenza del sottomarino.
- Ordigni nucleari lanciati da aerei: si tratta di tutti quei missili aria-superficie (o bombe) che sono (o possono essere) equipaggiati con testate nucleari. Gli aerei vettori di questi ordigni possono avere base a terra o essere imbarcati. In generale, i bombardieri strategici sono caratterizzati da una flessibilità operativa estremamente elevata e sono in grado di trasportare a grandi distanze una vasta gamma di armamenti aria-superficie. Possono essere utilizzati sia nel "first strike" sia nel "second strike".

Nella lista non sono citati i sistemi d'arma orbitali, che sono stati banditi dai trattati internazionali: trattato sullo spazio extra-atmosferico e accordi SALT.
La presenza di tre tipologie di armi nucleari assicura ai comandanti la possibilità di utilizzare differenti tipi di armi, a seconda delle necessità.

## Le "triadi nucleari" oggi

### Triade completa
Tra tutte le potenze nucleari di oggi, solo le seguenti tre nazioni hanno una triade nucleare "completa"
 Russia
- la componente terrestre è basata sui missili balistici SS-18 Satan, SS-25 Sickle e SS-27;
- la componente navale è basata sui sottomarini nucleari della classe Delta IV, Borej e Typhoon dotati di missili SS-N-20 Sturgeon e SS-N-30 Mace;
- la componente aerea è basata sui bombardieri strategici Tu-22M, Tu-95 e Tu-160.

 Stati Uniti
- la componente terrestre è basata sui missili balistici LGM-30 Minuteman;
- la componente navale è basata sui sottomarini nucleari della classe Ohio dotati di missili UGM-133A Trident II;
- la componente aerea è basata sui bombardieri strategici B-1, B-2 e B-52.

 Cina
- la componente terrestre è basata sui missili balistici a corto (DF-3A e DF-21), medio (DF-4 e DF-5) e lungo (DF-31 e DF-41) raggio;
- la componente navale è basata sui sottomarini nucleari Type 092 e Type 094 dotati di missili JL-1 e JL-2;
- la componente aerea è basata sui bombardieri strategici H-6K e sui cacciabombardieri Xian JH-7.

### Triade incompleta
Le altre potenze nucleari sono organizzate in vari modi
 Francia
- Fino al 1996 era in possesso di una triade nucleare completa, oggi mantiene in servizio solo le componenti navale e aerea organizzate nella Force de frappe.
  - la componente terrestre era basata su missili SRBM e IRBM, ma è stata smantellata nel 1997 e quindi è assente;
  - la componente aerea, benché sprovvista di bombardieri strategici dal 2005 (in quell'anno i Dassault Mirage IV sono stati ritirati dal servizio), è basata su cacciabombardieri in grado di essere riforniti in volo (proiezione strategica) e dotati dei missili aria-superficie con testata nucleare ASMP e ASMP-A;
  - la componente navale è basata sui sottomarini nucleari SNLE-NG Classe Le Triomphant dotati dei missili SLBM M45 e M51.

 Regno Unito
- Negli anni sessanta aveva una componente aerea basata sui bombardieri strategici V-Bombers, oggi tutte le sue armi atomiche sono imbarcate sui sottomarini SSBN classe Vanguard, che costituiscono dunque il suo unico strumento di deterrenza.
  - la componente terrestre è assente (il progetto basato sul missile Blue Streak è stato cancellato negli anni sessanta);
  - la componente aerea è assente (le bombe nucleari WE.177 in dotazione ai cacciabombardieri Tornado furono ritirate alla fine degli anni novanta);
  - la componente navale è basata sui sottomarini nucleari SSBN classe Vanguard dotati dei missili SLBM UGM-133A Trident II.

 Israele (non aderisce al TNP)
- Presente solo la componente terrestre, per le altre due componenti è prevista la possibilità.
  - la componente terrestre è basata sui missili Jerico a corto, medio ed intermedio raggio;
  - la componente aerea è sprovvista di bombardieri strategici, ma i caccia possono essere eventualmente dotati di missili aria-superficie con testata nucleare;
  - la componente navale è sprovvista di sottomarini nucleari, ma è prevista la possibilità di lanciare missili da crociera con testata nucleare (Popeye Turbo) dai sottomarini convenzionali Classe Dolphin.

 Pakistan (non aderisce al TNP)
- Presente solo la componente terrestre, per la componente aerea è prevista la possibilità, completamente assente risulta la componente navale.
  - la componente terrestre è basata su missili SRBM, MRBM e IRBM;
  - la componente aerea è sprovvista di bombardieri strategici, ma i caccia possono essere eventualmente dotati di missili aria-superficie con testata nucleare;
  - la componente navale è completamente assente.

 India (non aderisce al TNP)
- Presente solo la componente terrestre, per la componente aerea è prevista la possibilità, la componente navale risulta in fase di sviluppo.
  - la componente terrestre è basata su missili SRBM, MRBM, IRBM e ICBM del tipo Agni;
  - la componente aerea è sprovvista di bombardieri strategici, ma i caccia possono essere eventualmente dotati di missili aria-superficie con testata nucleare;
  - la componente navale è attualmente assente, ma è programmata la realizzazione della classe di sottomarini nucleari Classe Arihant dotata di missili Sagarika.

 Corea del Nord (non aderisce al TNP)
- Dovrebbero essere presenti la componente terrestre e la componente navale; completamente assente la componente aerea.
  - la componente terrestre sarebbe basata su missili SRBM, MRBM, IRBM e ICBM (Taepodong-2);
  - la componente aerea è attualmente assente;
  - la componente navale è basato  sui missili nucleari del tipo SLBM Pukguksong-5ㅅ, installati sui sottomarini ROMEO-MOD della Marina nordcoreana (alias Sinpo-C).[2]

## Condivisione nucleare
In cinque paesi sono basate armi nucleari statunitensi, impiegabili in caso di guerra da vettori aerei degli stati ospitanti secondo la dottrina NATO della condivisione nucleare:
- Italia - Tornado o F-35 A/B italiani dotati di bombe nucleari B61.
- Belgio - F-16 belgi dotati di bombe nucleari B61.
- Germania - Tornado tedeschi dotati di bombe nucleari B61.
- Paesi Bassi - F-16 olandesi dotati di bombe nucleari B61.
- Turchia - F-16 ed F-4 turchi dotati di bombe nucleari B61.